# COVID-19 trong thai kỳ
Ảnh hưởng của việc nhiễm COVID-19 đối với thai kỳ không được biết hoàn toàn vì thiếu dữ liệu đáng tin cậy. Nếu có nguy cơ gia tăng đối với phụ nữ mang thai và thai nhi, thì cho đến nay vẫn chưa thể phát hiện được.
Các dự đoán dựa trên các bệnh nhiễm trùng tương tự như SARS và MERS gợi ý rằng phụ nữ mang thai có nguy cơ nhiễm trùng nặng hơn nhưng các nghiên cứu cho đến nay cho thấy các đặc điểm lâm sàng của viêm phổi COVID-19 ở phụ nữ mang thai là tương tự như báo cáo từ người lớn không mang thai.
Không có dữ liệu nào cho thấy tăng nguy cơ sẩy thai do sót thai do COVID-19 và các nghiên cứu với SARS và MERS không chứng minh được mối liên hệ giữa nhiễm bệnh và sẩy thai hoặc sẩy thai trong 3 tháng thứ hai của thai kỳ.
Vẫn chưa rõ liệu các tình trạng phát sinh trong thời kỳ mang thai bao gồm đái tháo đường, suy tim, tăng đông máu hoặc tăng huyết áp có thể gây ra các yếu tố nguy cơ bổ sung cho phụ nữ mang thai như đối với phụ nữ không mang thai hay không.
Từ dữ liệu hạn chế có sẵn, lây truyền dọc trong 3 tháng cuối của thai kỳ có thể không xảy ra, hoặc rất hiếm khi xảy ra. Chưa có dữ liệu về thời kỳ đầu mang thai.

## Nghiên cứu về COVID-19 trong thai kỳ
Có rất ít bằng chứng cho phép bất kỳ kết luận chắc chắn nào về bản chất của nhiễm COVID-19 trong thai kỳ.

### Ảnh hưởng đối với phụ nữ có thai
Vào tháng 5 năm 2020, Đại học Sản phụ khoa Hoàng gia (RCOG) và Đại học Nữ hộ sinh Hoàng gia (RCM) đã báo cáo kết quả từ một nghiên cứu của Hệ thống Giám sát Sản khoa Vương quốc Anh (UKOSS) trên 427 phụ nữ mang thai và thai nhi của họ. Nghiên cứu này cho thấy 4,9 phụ nữ mang thai trên 1000 người nhập viện với COVID-19 và 1/10 trong số này cần chăm sóc đặc biệt.
Những phát hiện của nghiên cứu này ủng hộ những gợi ý sớm hơn rằng phụ nữ mang thai không có nguy cơ bị bệnh nặng hơn phụ nữ không mang thai. Các yếu tố nguy cơ tương tự cũng được áp dụng: phụ nữ trong nghiên cứu có nhiều khả năng phải nhập viện hơn nếu họ lớn tuổi, thừa cân hoặc béo phì, hoặc có các bệnh từ trước như tiểu đường hoặc cao huyết áp. Năm phụ nữ đã chết nhưng vẫn chưa rõ liệu virus có phải là nguyên nhân gây tử vong hay không. Vì phần lớn phụ nữ bị bệnh nặng ở giai đoạn 3 tháng cuối của thai kỳ nên RCOG và RCM nhấn mạnh tầm quan trọng của việc giãn cách xã hội đối với nhóm này. Nghiên cứu cũng cho thấy 55% phụ nữ mang thai nhập viện khi nhiễm COVID-19 là người da đen hoặc dân tộc thiểu số khác (BAME), cao hơn nhiều so với tỷ lệ phụ nữ BAME ở Anh. Phát biểu cho RCOG, Tiến sĩ Christine Ekechi nói rằng điều đáng "lo ngại" là hơn một nửa số người nhập viện là từ nền tảng BAME, rằng đã có "lỗ hổng tồn tại" cho nhóm này và RCOG đang cập nhật hướng dẫn. hạ thấp ngưỡng để xem xét, thừa nhận và xem xét nâng mức chăm sóc phụ nữ mang thai thuộc nền BAME. Tổ chức Hợp tác Nghiên cứu và Kiểm toán Vương quốc Anh trong lĩnh vực Sản phụ khoa đã tiến hành đánh giá trên phạm vi rộng của Vương quốc Anh về các dịch vụ chăm sóc sức khỏe phụ nữ để đối phó với giai đoạn cấp tính của đại dịch, cần phải tìm kiếm thêm công việc trong dài hạn để cung cấp các dịch vụ ung thư thai sản và phụ khoa.
Một loạt ca bệnh gồm 43 phụ nữ từ New York có kết quả xét nghiệm dương tính với COVID-19 cho thấy những biểu hiện tương tự như những người trưởng thành không mang thai: 86% mắc bệnh nhẹ, 9,3% mắc bệnh nặng và 4,7% mắc bệnh nguy kịch. Một nghiên cứu khác cho thấy các trường hợp viêm phổi COVID-19 trong thai kỳ nhẹ hơn và hồi phục tốt.
Một nghiên cứu trên 9 phụ nữ bị nhiễm bệnh ở quý 3 của thai kỳ từ Vũ Hán, Trung Quốc cho thấy họ có biểu hiện sốt (6 trong số 9 bệnh nhân), đau cơ (3), đau họng (2) và khó chịu (2). Có 2 lần chấn động thai nhi. Không có phụ nữ nào bị viêm phổi COVID-19 nặng hoặc tử vong. Tất cả họ đều có thai sống khỏe mạnh và không có trường hợp ngạt sơ sinh nặng nào được ghi nhận. Các mẫu sữa mẹ, nước ối, máu cuống rốn và dịch ngoáy họng trẻ sơ sinh đều được xét nghiệm SARS-CoV-2 và tất cả đều cho kết quả âm tính.
Trong một nghiên cứu khác trên 15 phụ nữ mang thai, phần lớn bệnh nhân có biểu hiện sốt và ho, trong khi các xét nghiệm trong phòng thí nghiệm cho kết quả giảm bạch cầu ở 12 bệnh nhân. Kết quả chụp cắt lớp vi tính của những bệnh nhân này phù hợp với các báo cáo trước đây về những bệnh nhân không mang thai, bao gồm đục thủy tinh thể ở giai đoạn đầu. Các hình ảnh theo dõi sau khi sinh cho thấy không có tiến triển của viêm phổi.
Các báo cáo trên phương tiện truyền thông chỉ ra rằng hơn 100 phụ nữ nhiễm COVID-19 có thể đã sinh con và vào tháng 3 năm 2020, không có trường hợp tử vong của người mẹ nào được báo cáo. Vào tháng 4 năm 2020, một phụ nữ 27 tuổi mang thai ở tuần thứ 30 đã chết ở Iran; cái chết của cô ấy có thể do COVID-19 gây ra.
RCOG đã đưa ra lời khuyên vào đầu tháng 4 năm 2020 rằng vì mang thai là trạng thái tăng đông máu và những người nhập viện với COVID-19 cũng dễ đông máu, nhiễm COVID-19 có thể làm tăng nguy cơ huyết khối tĩnh mạch và nguy cơ này có thể cộng thêm do giảm khả năng vận động do tự cô lập. Do đó, hướng dẫn của họ khuyên rằng bất kỳ phụ nữ mang thai nào nhập viện với nhiễm trùng COVID-19 nên được tiêm heparin trọng lượng phân tử thấp dự phòng ít nhất 10 ngày sau khi xuất viện.
Gần đây, Cơ quan Đăng ký Quốc tế về Phơi nhiễm Coronavirus trong thai kỳ (IRCEP) đã được ra mắt dưới sự hợp tác giữa Pregistry  và Trường Y tế Công cộng Harvard TH Chan.